# Bärenhöhle (Winden am See)
Die Bärenhöhle (Katasternummer 2911/1) bei Winden am See im Burgenland, auch Ludlloch genannt, ist die einzige Höhle im Burgenland mit Funden eiszeitlicher Höhlenfauna.

## Geographie
Die Bärenhöhle liegt etwa drei Kilometer nördlich der Ortschaft Winden am Westhang des Zeilerberges (302 m). Mit einer Seehöhe von 190 m ü. A. liegt sie etwa zwanzig Meter über der Straße. Es handelt sich um eine Schichtfugenhöhle. Sie ist wahrscheinlich im Pannonium als Brandungshöhle des Miozänmeeres (Paratethys) im Kalkgestein entstanden.

## Beschreibung

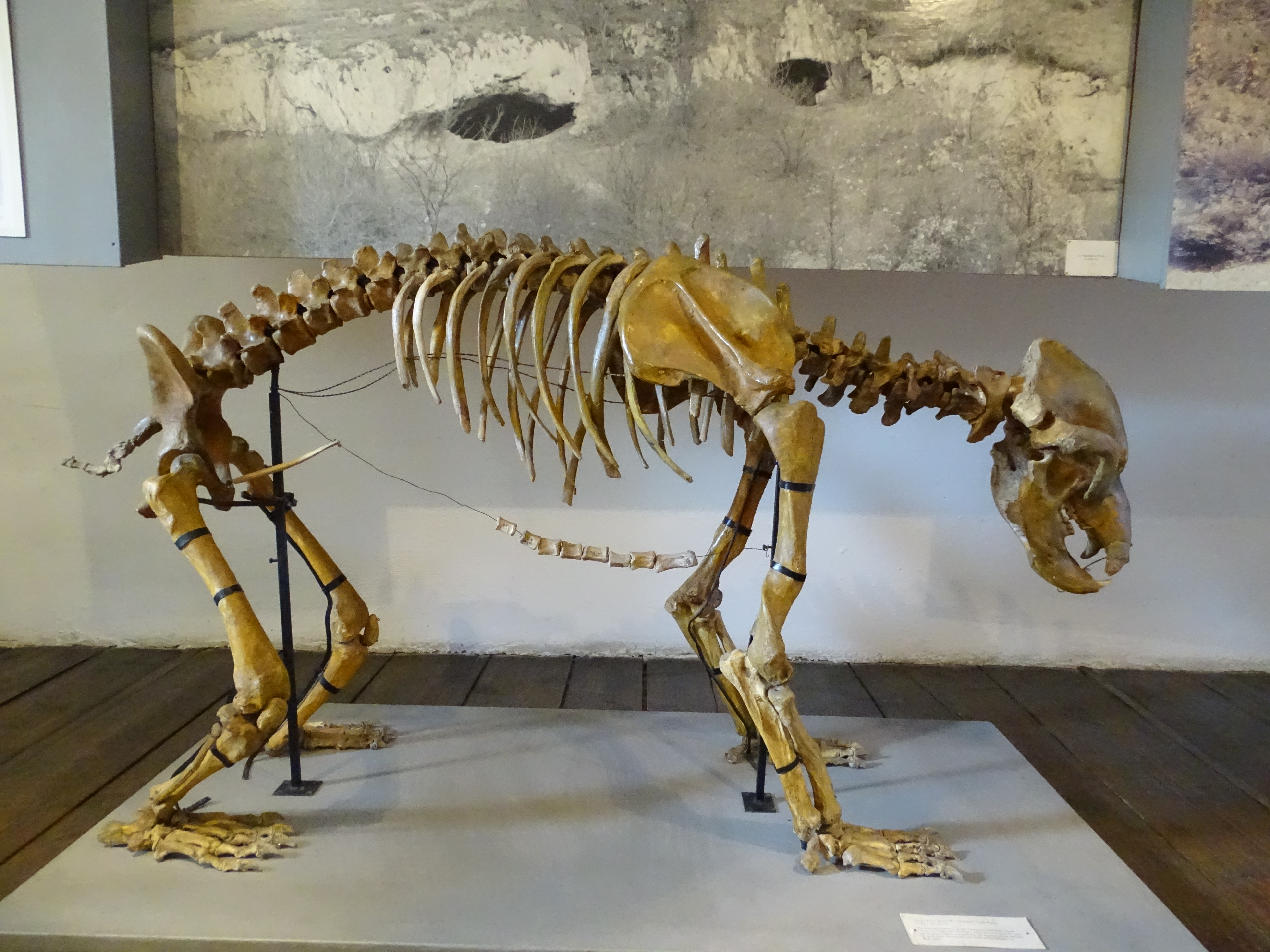
Das in der Bärenhöhle gefundene Skelett eines Höhlenbären, welches sich heute im Turmmuseum in Breitenbrunn am Neusiedler See befindet.

Die Höhle hat zwei nach Südwesten gerichtete Eingänge von jeweils drei Metern Breite und 1,6 Metern Höhe, die Spuren alter Vermauerung zeigen. Das Innere der Höhle besteht aus einem Raum von 45 Metern Länge mit kurzen Nebengängen. 1978 wurden die Eingänge mit Gittertüren versehen.
In der Höhle ist die größte in Mitteleuropa heimische Fledermausart, das Große Mausohr (Myotis myotis), anzutreffen.
Bei Grabungen in den Jahren 1929 bis 1931 unter der Leitung des Paläontologen Kurt Ehrenberg wurden Knochenreste von eiszeitlichen Höhlenbären, Braunbären, Höhlenhyänen und Wölfen gefunden. Im Turmmuseum Breitenbrunn ist das vollständige Skelett eines Höhlenbären ausgestellt.
Die Höhle steht seit 1929 unter Schutz (Naturdenkmal als besonders geschützte Höhle, d. h. Betretungsverbot). Nicht so die 20 Meter südlich befindliche Cepaeahöhle. Nochmal 170 Meter südlich, gleich neben der Straße, liegen weitere kleine Höhlen, die Zigeunerhöhlen alias Grafenlucke. Diese sind im Gegensatz zur Bärenhöhle künstlich erweiterte Halbhöhlen in den Klüften des brekziösen Gesteins.